# Z̄owl Pīrān
Z̄owl Pīrān (persiska: ذول پیران) är ett samhälle i Iran.   Det ligger i provinsen Gilan, i den nordvästra delen av landet, 240 km nordväst om huvudstaden Teheran. Z̄owl Pīrān ligger 39 meter över havet och antalet invånare är 723.
Terrängen runt Z̄owl Pīrān är platt åt nordost, men åt sydväst är den kuperad. Runt Z̄owl Pīrān är det ganska tätbefolkat, med 111 invånare per kvadratkilometer. Närmaste större samhälle är Rasht, 19,7 km nordost om Z̄owl Pīrān. Trakten runt Z̄owl Pīrān består till största delen av jordbruksmark.